# DAF XF105

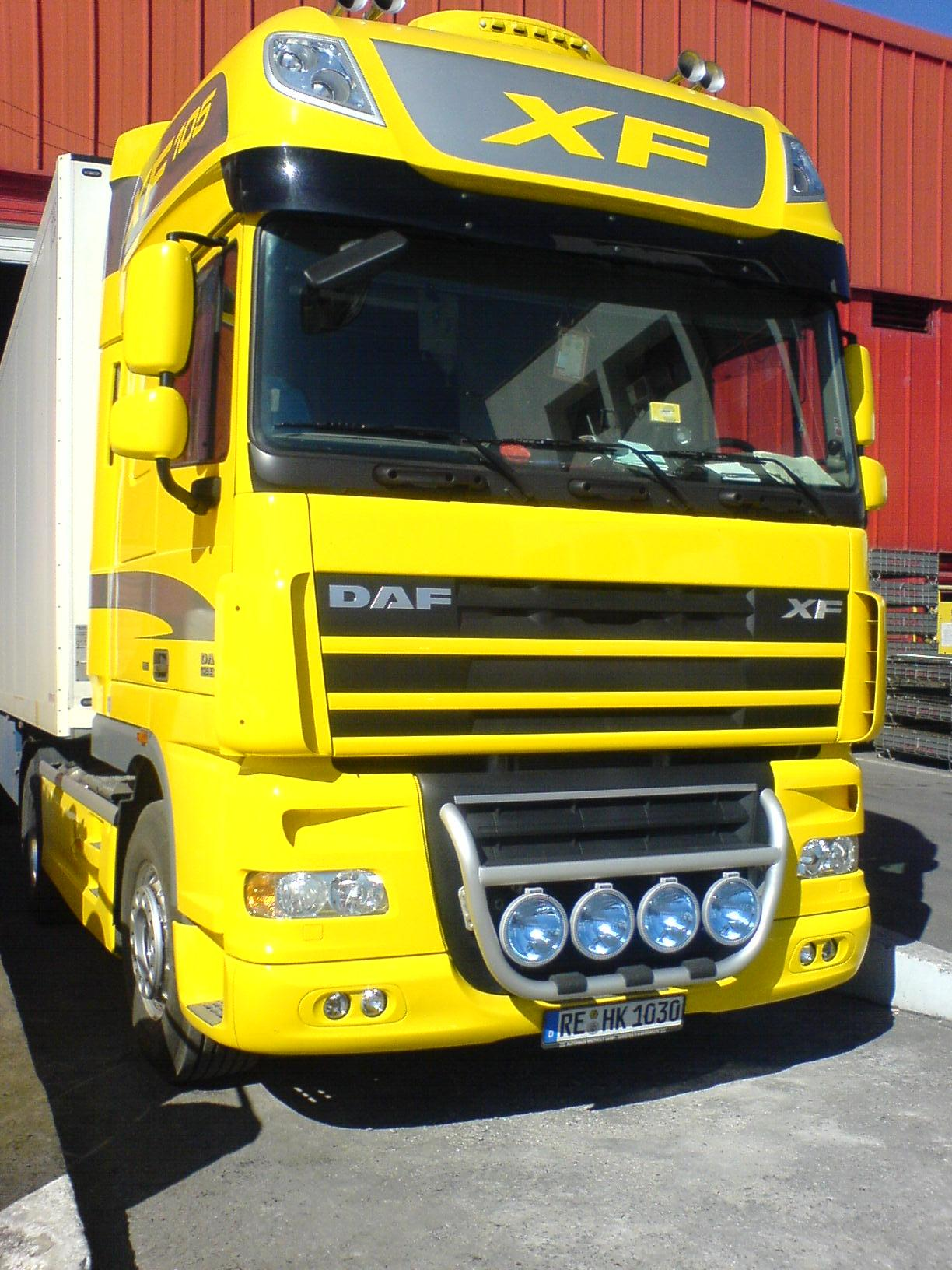
DAF XF105

De DAF XF105 is een type vrachtwagen van het Nederlandse merk DAF uit de XF-serie.
De XF105 is de opvolger van de XF95 die een geheel nieuw uiterlijk kreeg en een sterkere motor die voldoet aan de Euro 5-norm. Hoewel de XF95 al bekendstond om zijn ergonomie, werd dat met dit model verbeterd. De DAF XF105 wordt geleverd met een 12,9 liter in-lijn zescilindermotor met 410 tot 510 pk, waarmee hij duidelijk minder pk's heeft dan de zware vrachtwagens van andere vrachtwagenmerken. Wel hebben de motoren van de XF105 een relatief hoog koppel.
De truck werd uitverkozen tot Truck van het jaar voor het jaar 2007 door een internationale vakjury. Het was de vierde maal dat DAF deze prestigieuze titel binnensleepte. Dit gebeurde op de 61e IAA voor commerciële voertuigen in Hannover.